# 51-ша паралель північної широти
51-ша паралель північної широти — лінія широти, що лежить на 51 градус північніше земної екваторіальної площини. Вона проходить через Європу, Азію, Тихий океан, Північну Америку та Атлантичний океан.
Столиця Великої Британії Лондон лежить між 51-шою та 52-гою паралелями північної широти.
На цій широті під час літнього сонцестояння сонце видно 16 годин 33 хвилини, а під час зимового сонцестояння — 7 годин 55 хвилин.

## Список географічних об'єктів, що перетинає 51° пн. ш.
Починаючи з Гринвіцького меридіану та рухаючись на схід, 51-ша паралель північної широти проходить через:
| Координати                                                   | Країна, територія або море | Примітки |
| ------------------------------------------------------------ | -------------------------- | --- |
| 51°0′ пн. ш. 0°0′ сх. д. / 51.000° пн. ш. 0.000° сх. д.      | Велика Британія            | Англія: Східний Сассекс, Кент — проходить південніше Дувра |
| 51°0′ пн. ш. 1°30′ сх. д. / 51.000° пн. ш. 1.500° сх. д.     | Па-де-Кале                 | Перетинає Євротунель |
| 51°0′ пн. ш. 2°0′ сх. д. / 51.000° пн. ш. 2.000° сх. д.      | Франція                    | О-де-Франс — проходить південніше Дюнкерка та через найпівнічнішу точку Франції |
| 51°0′ пн. ш. 2°34′ сх. д. / 51.000° пн. ш. 2.567° сх. д.     | Бельгія                    | Фландрія — проходить південніше Гента |
| 51°0′ пн. ш. 5°46′ сх. д. / 51.000° пн. ш. 5.767° сх. д.     | Нідерланди                 | Лімбург — приблизно на 10 км — проходить через Сіттард |
| 51°0′ пн. ш. 5°54′ сх. д. / 51.000° пн. ш. 5.900° сх. д.     | Німеччина                  | Північний Рейн-Вестфалія — проходить через Кельн Гессен Тюрингія — проходить через Ерфурт Саксонія-Ангальт Тюрингія Саксонія — проходить південніше Дрездена |
| 51°0′ пн. ш. 14°15′ сх. д. / 51.000° пн. ш. 14.250° сх. д.   | Чехія                      | |
| 51°0′ пн. ш. 14°34′ сх. д. / 51.000° пн. ш. 14.567° сх. д.   | Німеччина                  | Саксонія |
| 51°0′ пн. ш. 14°55′ сх. д. / 51.000° пн. ш. 14.917° сх. д.   | Польща                     | Приблизно на 4 км |
| 51°0′ пн. ш. 14°58′ сх. д. / 51.000° пн. ш. 14.967° сх. д.   | Чехія                      | |
| 51°0′ пн. ш. 15°6′ сх. д. / 51.000° пн. ш. 15.100° сх. д.    | Польща                     | Приблизно на 3 км |
| 51°0′ пн. ш. 15°8′ сх. д. / 51.000° пн. ш. 15.133° сх. д.    | Чехія                      | Приблизно на 3 км |
| 51°0′ пн. ш. 15°10′ сх. д. / 51.000° пн. ш. 15.167° сх. д.   | Польща                     | Проходить південніше Вроцлава |
| 51°0′ пн. ш. 23°57′ сх. д. / 51.000° пн. ш. 23.950° сх. д.   | Україна                    | Волинська область — проходить північніше Луцька Рівненська область Житомирська область — проходить північніше Коростеня Київська область — проходить через Київське водосховище Чернігівська область — проходить південніше Ніжина Сумська область — проходить північніше Сум |
| 51°0′ пн. ш. 35°20′ сх. д. / 51.000° пн. ш. 35.333° сх. д.   | Росія                      | |
| 51°0′ пн. ш. 49°19′ сх. д. / 51.000° пн. ш. 49.317° сх. д.   | Казахстан                  | |
| 51°0′ пн. ш. 54°11′ сх. д. / 51.000° пн. ш. 54.183° сх. д.   | Росія                      | |
| 51°0′ пн. ш. 56°29′ сх. д. / 51.000° пн. ш. 56.483° сх. д.   | Казахстан                  | Приблизно на 10 км |
| 51°0′ пн. ш. 56°37′ сх. д. / 51.000° пн. ш. 56.617° сх. д.   | Росія                      | Приблизно на 9 км |
| 51°0′ пн. ш. 56°45′ сх. д. / 51.000° пн. ш. 56.750° сх. д.   | Казахстан                  | |
| 51°0′ пн. ш. 57°18′ сх. д. / 51.000° пн. ш. 57.300° сх. д.   | Росія                      | |
| 51°0′ пн. ш. 57°45′ сх. д. / 51.000° пн. ш. 57.750° сх. д.   | Казахстан                  | |
| 51°0′ пн. ш. 58°36′ сх. д. / 51.000° пн. ш. 58.600° сх. д.   | Росія                      | |
| 51°0′ пн. ш. 61°30′ сх. д. / 51.000° пн. ш. 61.500° сх. д.   | Казахстан                  | Проходить південніше Астани |
| 51°0′ пн. ш. 79°53′ сх. д. / 51.000° пн. ш. 79.883° сх. д.   | Росія                      | |
| 51°0′ пн. ш. 80°28′ сх. д. / 51.000° пн. ш. 80.467° сх. д.   | Казахстан                  | |
| 51°0′ пн. ш. 81°5′ сх. д. / 51.000° пн. ш. 81.083° сх. д.    | Росія                      | |
| 51°0′ пн. ш. 83°7′ сх. д. / 51.000° пн. ш. 83.117° сх. д.    | Казахстан                  | Приблизно на 5 км |
| 51°0′ пн. ш. 83°11′ сх. д. / 51.000° пн. ш. 83.183° сх. д.   | Росія                      | Приблизно на 2 км |
| 51°0′ пн. ш. 83°13′ сх. д. / 51.000° пн. ш. 83.217° сх. д.   | Казахстан                  | Приблизно на 15 км |
| 51°0′ пн. ш. 83°26′ сх. д. / 51.000° пн. ш. 83.433° сх. д.   | Росія                      | |
| 51°0′ пн. ш. 97°50′ сх. д. / 51.000° пн. ш. 97.833° сх. д.   | Монголія                   | |
| 51°0′ пн. ш. 102°15′ сх. д. / 51.000° пн. ш. 102.250° сх. д. | Росія                      | |
| 51°0′ пн. ш. 119°37′ сх. д. / 51.000° пн. ш. 119.617° сх. д. | КНР                        | Внутрішня Монголія Хейлунцзян |
| 51°0′ пн. ш. 127°0′ сх. д. / 51.000° пн. ш. 127.000° сх. д.  | Росія                      | |
| 51°0′ пн. ш. 140°38′ сх. д. / 51.000° пн. ш. 140.633° сх. д. | Татарська протока          | |
| 51°0′ пн. ш. 142°14′ сх. д. / 51.000° пн. ш. 142.233° сх. д. | Росія                      | Проходить через острів Сахалін |
| 51°0′ пн. ш. 143°36′ сх. д. / 51.000° пн. ш. 143.600° сх. д. | Охотське море              | |
| 51°0′ пн. ш. 156°46′ сх. д. / 51.000° пн. ш. 156.767° сх. д. | Росія                      | Проходить через Камчатський півострів |
| 51°0′ пн. ш. 156°51′ сх. д. / 51.000° пн. ш. 156.850° сх. д. | Тихий океан                | Проходить південніше острова Аматігнак, Аляска, США Проходить північніше острова Ванкувер, Британська Колумбія, Канада |
| 51°0′ пн. ш. 127°31′ зх. д. / 51.000° пн. ш. 127.517° зх. д. | Канада                     | Британська Колумбія — проходить через Ривелстоук Альберта — проходить через Калгарі Саскачеван Манітоба — проходить південніше Дофіна Онтаріо — проходить південніше Ред-Лейка Проходить через південний край затоки Джеймс Квебек                                            |
| 51°0′ пн. ш. 58°48′ зх. д. / 51.000° пн. ш. 58.800° зх. д.   | Затока Святого Лаврентія   | |
| 51°0′ пн. ш. 57°3′ зх. д. / 51.000° пн. ш. 57.050° зх. д.    | Канада                     | Ньюфаундленд і Лабрадор — проходить через острів Ньюфаундленд |
| 51°0′ пн. ш. 55°50′ зх. д. / 51.000° пн. ш. 55.833° зх. д.   | Атлантичний океан          | Проходить північніше острова Гроа[en], Ньюфаундленд і Лабрадор, Канада |
| 51°0′ пн. ш. 4°32′ зх. д. / 51.000° пн. ш. 4.533° зх. д.     | Велика Британія            | Англія — Девон, Дорсет, Вілтшир, Гемпшир (проходить північніше Саутгемптона), Західний Сассекс, Східний Сассекс |

## Російська Америка
У 1799 році імператор Павло I видав указ про створення Російсько-Американської компанії, які були передані території в Америці, що лежали на північ від 55-тої паралелі північної широти, на які Росія претендувала з 1790 року. РАК також отримала право займати території на південь від цієї межі, якщо ці землі не були раніше окуповані або залежні від якоїсь іншої держави. У 1821 році статут РАК було оновлено. В указі було проголошено про поширення російського суверенітету на південь до 51-тої паралелі пн.ш., та про закриття вод на північ від цієї лінії для іноземного судноплавства. Проти указу висловили рішучий протест уряди США і Великої Британії. Подальші переговори привели до встановлення чіткого та постійного кордону для Російської Америки, південна межа якої була проведена по 54°40′ північної широти.